# Oxford Island
Oxford Island är ett naturreservat i Storbritannien.   Det ligger i distriktet Armagh City, Banbridge and Craigavon och riksdelen Nordirland, i den västra delen av landet, 500 km nordväst om huvudstaden London. Oxford Island ligger vid sjön Lough Neagh.